# Desis
Desis és un gènere d'aranyes araneomorfes de la família dels dèsids (Desidae). Fou descrita per primera vegada per Charles Athanase Walckenaer l'any 1837.
Són aranyes que viuen a la zona de marees. Es troben a Australàsia, la zona del Pacífic, Japó, l'est i el sud d'Àfrica i l'Índia. Són veritablement aranyes marines intermareals i surten de nit durant el reflux de la marea a la recerca d'invertebrats i petits peixos. De dia i durant les marees altes s'amaguen en una cambra d'aire segellada amb seda.

## Espècie
Segons el World Spider Catalog d'abril de 2018, existeixen les següents espècies:
- Desis bobmarleyi Baehr, Raven & Harms, 2017 – Queensland
- Desis crosslandi Pocock, 1903 — Zanzíbar, Madagascar
- Desis formidabilis (O. P.-Cambridge, 1890) — Sud-àfrica
- Desis galapagoensis Hirst, 1925 — Illes Galápagos
- Desis gardineri Pocock, 1904 — Illes Laquedives
- Desis inermis Gravely, 1927 — Índia
- Desis japonica Yaginuma, 1956 — Japó
- Desis kenyonae Pocock, 1902 — Victòria, Tasmània
- Desis marina (Hector, 1877) — Nova Caledònia, Nova Zelanda, Illes Chatham
- Desis martensi L. Koch, 1872 — Malàisia
- Desis maxillosa (Fabricius, 1793) — Nova Guinea, Nova Caledònia
- Desis risbeci Berland, 1931 — Nova Caledònia
- Desis tangana Roewer, 1955 — Africa Oriental
- Desis vorax L. Koch, 1872 — Samoa